# Morvin Records
Morvin Records is een onafhankelijk Nederlands platenlabel, dat voornamelijk jazz uitbrengt. Het werd opgericht door saxofonist Frans Vermeerssen (onder meer Willem Breuker Kollektief) en Hans Wijnbergen. Het is gevestigd in Harlingen. Hier heeft Wijnbergen ook een opnamestudio.
Musici en groepen die op het label uitkwamen zijn Di Gojim, Robinson Freitag & Caruso, Saxmaniac, Special Delivery, Stage Band en Talking Cows.